# Mistrzostwa Europy Juniorów w Biathlonie 2020
Mistrzostwa Europy Juniorów w biathlonie w 2020 odbyły się w dniach 11–12 marca w austriackim Hochfilzen. Po konkurencjach sprintu zawody zostały przerwane z powodu rozprzestrzeniającej się pandemii koronawirusa.

## Program zawodów
| Dzień    | Konkurencja                  | Początek (CET) | Liczba uczestników |
| -------- | ---------------------------- | -------------- | ------------------ |
| 11 marca | Bieg indywidualny mężczyzn   | 10:00          | 122                |
| 11 marca | Bieg indywidualny kobiet     | 13:30          | 91                 |
| 12 marca | Sprint mężczyzn              | 10:00          | 121                |
| 12 marca | Sprint kobiet                | 13:30          | 92                 |
| 14 marca | Sztafeta mieszana            | 10:00          | odwołano           |
| 14 marca | Pojedyncza sztafeta mieszana | 12:00          | odwołano           |
| 15 marca | Bieg pościgowy mężczyzn      | 10:00          | odwołano           |
| 15 marca | Bieg pościgowy kobiet        | 12:00          | odwołano           |

## Medaliści

### Mężczyźni
| Konkurencja                         | 1. miejsce       | 2. miejsce       | 3. miejsce         |
| Bieg indywidualny (15 km) szczegóły | Vítězslav Hornig | Alex Cisar       | Patrick Braunhofer |
| Sprint (10 km) szczegóły            | Alex Cisar       | Vítězslav Hornig | Niklas Hartweg     |
| Bieg pościgowy (12,5 km)            | odwołano         | odwołano         | odwołano           |

### Kobiety
| Konkurencja                           | 1. miejsce    | 2. miejsce    | 3. miejsce            |
| Bieg indywidualny (12,5 km) szczegóły | Anna Gandler  | Amina Iwanowa | Joanna Jakieła        |
| Sprint (7,5 km) szczegóły             | Kateryna Bech | Laura Boucaud | Anastasija Szewczenko |
| Bieg pościgowy (10 km)                | odwołano      | odwołano      | odwołano              |

### Pojedyncza sztafeta mieszana
| Konkurencja | 1. miejsce | 2. miejsce | 3. miejsce |
| K/M         | odwołano   | odwołano   | odwołano   |

### Sztafeta mieszana
| Konkurencja | 1. miejsce | 2. miejsce | 3. miejsce |
| K/M         | odwołano   | odwołano   | odwołano   |

## Klasyfikacja medalowa
| Lp. | Kraj       | Złoto | Srebro | Brąz | Razem |
| 1.  | Czechy     | 1     | 1      | 0    | 2     |
| 1.  | Słowenia   | 1     | 1      | 0    | 2     |
| 3.  | Austria    | 1     | 0      | 0    | 1     |
| 3.  | Ukraina    | 1     | 0      | 0    | 1     |
| 5.  | Rosja      | 0     | 1      | 1    | 2     |
| 6.  | Francja    | 0     | 1      | 0    | 1     |
| 7.  | Polska     | 0     | 0      | 1    | 1     |
| 7.  | Szwajcaria | 0     | 0      | 1    | 1     |
| 7.  | Włochy     | 0     | 0      | 1    | 1     |